# Kenta Shimizu
Kenta Shimizu (Chiba, 18 september 1981) is een Japans voetballer.

## Carrière
Kenta Shimizu speelde tussen 2000 en 2005 voor Kashiwa Reysol. Hij tekende in 2005 bij Montedio Yamagata.